# Viktoria Wurmer
Viktoria Wurmer ist eine deutsche Bogenbiathletin.
Viktoria Wurmer lebt in Mittenwald. Sie legte 2007 am St.-Irmengard-Gymnasium Garmisch-Partenkirchen der Erzdiözese München und Freising ihr Abitur ab und hat danach bis 2010 an der Deutschen Hochschule für Prävention und Gesundheitsmanagement Fitnessökonomie studiert. Sie gehörte 2004 in Pokljuka und 2005 in Forni Avoltri als Juniorin dem Aufgebot für die Bogenbiathlon-Weltmeisterschaften an. 2005 wurde sie in Sprint und Verfolgung Fünfte. Im Staffelrennen wurde sie bei den Frauen eingesetzt und gewann mit Jana Hönig, die auch den Part der erkrankten Evi Martlbauer übernahm und zwei Durchgänge lief, die Bronzemedaille. Derzeit arbeitet sie im Sunshine Village.